# Weaver Adams
Weaver Warren Adams (Dedham, 28 de abril de 1901 - Cedar Grove, 6 de janeiro de 1963) foi um Mestre de xadrez americano, e um autor de aberturas de xadrez. Sua melhor performance foi no Campeonato Aberto de Xadrez dos Estados Unidos em 1948, tendo participado do Campeonato de Xadrez dos Estados Unidos cinco vezes.
Adams é primariamente famoso pelo seu argumento que o primeiro movimento no xadrez dá às brancas uma vantagem vitoriosa, com 1.e4, tendo apoiado esta teoria em vários livros e artigos de revistas, de 1939 até pouco antes de sua morte. Este argumento foi, no geral, ridicularizado pelo mundo do xadrez. Porém, Hans Berliner em 1999 apoiou Adams, e também propôs similarmente que as brancas possuem uma vantagem vitoriosa, embora com 1.d4.
Adams não conseguiu provar a validade de sua teoria em seus próprios jogos, sendo que seus resultados foram afetados visto que ele havia publicado sua análise dos supostos movimentos de surpresa das brancas, e portanto, negando o elemento de surpresa a seus oponentes, e permitindo que estes preparassem contra-ataques.